# 秘密兵器
| ウィキペディアには「秘密兵器」という見出しの百科事典記事はありません（タイトルに「秘密兵器」を含むページの一覧/「秘密兵器」で始まるページの一覧）。 代わりにウィクショナリーのページ「秘密兵器」が役に立つかもしれません。 |